# Shao Qi
Shao Qi (* 10. Juli 2001 in Panjin) ist eine chinesische Freestyle-Skierin. Sie ist auf die Disziplin Aerials (Springen) spezialisiert.

## Biografie
Shao startete international erstmals bei den Juniorenweltmeisterschaften 2016 in Minsk und belegte dabei den 11. Platz. Ihr Debüt im Freestyle-Skiing-Weltcup hatte sie im Dezember 2016 in Beida Lake, das sie auf dem 19. Platz beendete. Bei den Juniorenweltmeisterschaften 2017 in Chiesa in Valmalenco gewann sie Bronze und bei den Juniorenweltmeisterschaften 2018 in Minsk die Silber. In der Saison 2018/19 kam sie bei allen vier Weltcupteilnahmen unter den ersten Zehn. Dabei erreichte sie mit Platz drei in Minsk und Rang zwei in Lake Placid ihre ersten Podestplatzierungen und zum Saisonende den fünften Platz im Aerials-Weltcup. Beim Saisonhöhepunkt, den Weltmeisterschaften 2019 in Park City, sprang sie auf den zehnten Platz.

## Erfolge

### Olympische Winterspiele
- 2022 Peking: 17. Platz Aerials

### Weltmeisterschaften
- 2019 Park City: 10. Platz Aerials
- 2023 Bakuriani: 13. Platz Aerials
- 2025 Engadin: 6. Platz Aerials

### Weltcupwertungen
| Saison  | Gesamt | Gesamt | Aerials | Aerials |
| Saison  | Platz  | Punkte | Platz   | Punkte  |
| ------- | ------ | ------ | ------- | ------- |
| 2016/17 | 146.   | 4,86   | 30.     | 34      |
| 2017/18 | 199.   | 1,33   | 38.     | 8       |
| 2018/19 | 21.    | 40,40  | 5.      | 202     |
| 2019/20 | 56.    | 23,43  | 13.     | 164     |
| 2021/22 | -      | -      | 6.      | 223     |
| 2022/23 | -      | -      | 22.     | 49      |
| 2023/24 | -      | -      | 19.     | 50      |
| 2024/25 | -      | -      | 9.      | 233     |